# دن کورزیوس
دن کورزیوس (زاده ۱۹۷۱/۱۹۷۲) تاجر میلیاردر آمریکایی، یکی از بنیانگذاران و مدیر ارشد مشتریان میل چیمپ است.

## اوایل زندگی
پدر کورزیوس یک نانوایی و اغذیه‌فروشی در آلبوکرکی، نیومکزیکو اداره می‌کرد که "در نهایت به دلیل حضور نانوایی‌های بزرگ زنجیره‌ای مجبور به ترک کار شد" و چند سال بعد، زمانی که دن چهارده ساله بود، دچار حمله قلبی مرگبار شد.

## حرفه
کورزیوس ابتدا به عنوان دی جی کار خود را شروع کرد و بعد ها در کار املاک و مستغلات بود. 
در سال ۲۰۰۱، کورزیوس و بن چستنات یک شرکت طراحی وب را اداره می‌کردند و میل چیمپ را که به طور مشترک مالک آن هستند، به عنوان یک برنامهٔ جانبی تأسیس کردند. این شرکت همیشه به صورت خودتامین مالی بوده است و هیچ وقت هیچ بودجهٔ دریافت نکرده است. 
از مارس ۲۰۱۹، فوربس دارایی خالص کورزیوس را ۲.۱ میلیارد دلار تخمین زده است که او را به یکی از ۱۳ ساکن ایالت جورجیا تبدیل می‌کند که در سی و سومین رتبه‌بندی سالانه فوربس از میلیاردرهای جهان قرار دارند. 

## زندگی شخصی
کورزیوس متاهل و دارای دو دختر است و در آتلانتا، جورجیا زندگی می‌کند.  
او همچنین کلکسیون اسکیت‌بوردهای قدیمی دارد. 